# Kacskovics Károly
Kacskovics Károly (Mohora, 1799. április 11. – Balassagyarmat,  1880. április 3.) császári és királyi törvényszéki ülnök. Kacskovics Lajos bátyja.

## Élete
Kacskovics Ferenc földbirtokos és Tamaskovics Borbála fia. 1836-tól 1839-ig Nógrád megyei főügyész, 1847-48-ban börtön-főfelügyelő, 1849-ben a császári orosz hadseregnél biztos; a szabadságharc után az ideiglenes rendszernél császári és királyi törvényszéki ülnök volt. Elhunyt 1880. április 3-án, örök nyugalomra helyezték 1880. április 6-án délután a sőji családi sírboltban.
Költeményeket írt az Aurórába (1824), a Hebebe (1826), a Koszoruba (1828, 1831).